# 蘇友鵬
蘇友鵬（1926年1月12日—2017年9月16日），是一位出身臺南的耳鼻咽喉科醫生，也是台灣白色恐怖受難者之一。

## 生平

### 早年生活
1926年，蘇友鵬出生於大日本帝國臺灣臺南州臺南市。後來，蘇友鵬陸續就讀並畢業於善化公學校及臺南州立臺南第二中學校。
1943年，蘇友鵬考取臺北帝國大學預科理科醫類。
戰後，蘇友鵬曾滿懷熱情參與「回歸祖國」活動，但旋即對國民政府感到失望。
1949年，蘇友鵬成為國立臺灣大學醫學院第3屆畢業生；當時的校長和院長分別是傅斯年與杜聰明。
其間，蘇友鵬身邊多位同僚紛紛加入中國共產黨，其中之一的王耀勳還曾引介魯迅、茅盾、老舍、巴金等左派作家作品給蘇友鵬閱讀。

### 逮捕入獄
1950年5月13日中午，臺大醫院副院長林天賜致電蘇友鵬請其速至院長室；隨後，蘇友鵬同許強（教授，第三內科主任）、胡鑫麟（副教授，眼科主任）、胡寶珍（皮膚泌尿科）等遭便衣情治人員逮捕，並被兩輛吉普車分批押送至保密局南所；在離開醫院前，院長魏火曜曾致電耳鼻喉科護士長為蘇友鵬拿其西裝外套來替換其身上白袍，而該白袍裡恰好放著魯迅的《狂人日記》。
被逮捕後，蘇友鵬經訊問一次後被以「參加叛亂組織」罪名判處有期徒刑10年，而唯一證物正是西裝外套中那本《狂人日記》。此後，蘇友鵬被長期監禁於綠島；此間，他曾在獄中聯合8位同為政治犯的醫師及護士組成醫療自救會，並以其專業服務獄友及當地居民。

### 出獄生活
1960年5月13日，蘇友鵬被釋放並返回臺灣本島，隨後回到臺大醫院任職，並於結婚後在鐵路醫院耳鼻喉科服務長達30年；但是，此間他仍長期遭受監控。
1970年代初，蘇友鵬因黃紀男登門造訪遭調查局人員強行押回審問，並在一天後獲釋；蘇友鵬返家後隨即銷毀其中所有外國雜誌、書籍、信件。
1987年，蘇友鵬榮獲傑出醫師金龍獎。

### 晚年
晚年，蘇友鵬罹患癌症，並在濟南基督長老教會友人李詹懷德關懷及親友長期代禱下於2016年9月底受洗歸入主名。
2014年3月18日，太陽花學運發生後，蘇友鵬與十幾位白色恐怖受難者前往立法院現場勉勵學運參與者，以避免歷史重演。
2017年9月16日，蘇友鵬病逝於臺大醫院；隨後，親友於10月7日下午在濟南基督長老教會為他舉行安息禮拜。
此外，蘇友鵬曾與其他白色恐怖受難者組成「五十年代白色恐怖案件平反促進會」、「台北市高齡政治受難者關懷協會」，並與吳聲潤等輪流擔任正副會長，達成初步補償計畫。

## 外部鏈結
- 蘇友鵬口述歷史- YouTube （页面存档备份，存于）